# Manfred Jung
Pour les articles homonymes, voir Jung.
Manfred Jung (né le 9 juillet 1940 à Oberhausen et mort le 14 avril 2017 à Essen) est un ténor allemand et chanteur d'opéra. Il est notamment connu pour avoir interprété le rôle de Siegfried dans L'Anneau du Nibelung de Richard Wagner au Festival de Bayreuth sous la direction de Pierre Boulez, dans la mise en scène de Patrice Chéreau.

## Biographie
Manfred Jung reçoit tout d'abord une formation d'ingénieur électricien, avant d'être employé comme technicien de l'éclairage au théâtre de la ville d'Essen. Là, il étudie le chant à la Folkwang-Musikhochschule avec le professeur Hilde Wesselmann ; il en sort en 1968 après avoir passé l'examen d’État.
Il fait ses débuts en 1967 lors du Festival des jeunes artistes de Bayreuth (à l'époque, Internationale Jugend-Festspieltreffen, Bayreuth), dans le rôle d'Arindal, de l'opéra de jeunesse de Richard Wagner, Die Feen. 

## Discographie
- Siegfried, dans l'opéra du même nom de Richard Wagner, sous la direction de Pierre Boulez, avec Gwyneth Jones dans le rôle de Brünnhilde et Donald McIntyre dans celui de Wotan, dans la mise en scène de Patrice Chéreau. DVD publié par Deutsche Grammophon.
- Siegfried, dans Götterdämmerung de Richard Wagner, sous la direction de Pierre Boulez, avec Gwyneth Jones dans le rôle de Brünnhilde, dans la mise en scène de Patrice Chéreau. DVD publié par Deutsche Grammophon.